# 1. SNHL 1989/90
Die Saison 1989/90 der 1. Slovenská národná hokejová liga (kurz 1. SNHL; deutsch: 1. Slowakische Nationale Eishockeyliga) war die 21. Austragung der geteilten zweiten Eishockey-Spielklasse der Tschechoslowakei. Meister der Liga wurde der Slovan ChZJD Bratislava, der zusammen mit dem Vizemeister Plastika Nitra an der Qualifikation zur 1. Liga teilnahm. Da es letztlich zwei Aufsteiger in die 1. Liga gab, verblieb Slávia Ekonóm Bratislava als Tabellenletzter in der 1. SNHL. Aufsteiger aus der drittklassigen 2. SNHL waren ZŤS Martin und Sparta Považská Bystrica.

## Modus
Der Spielmodus sah zwei Doppelrunden à 22 Spielen pro Mannschaft vor, d. h. je zwei Heim- und Auswärtsspiele gegen jeden anderen Teilnehmer. Die Gesamtanzahl der Spiele pro Mannschaft betrug damit in der Saison 44 Spiele. Anschließend qualifizierten sich der Tabellenerste und -zweite für die 1. Liga-Qualifikation. Der Abstiegsmodus wurde durch die Aufstockung der 1. Liga auf 14 Teilnehmer beeinflusst, da dadurch maximal zwei Mannschaften aufsteigen konnten.

## Tabelle
|     | Klub                           | Sp | S  | U | N  | Torv.   | Punkte |
| --- | ------------------------------ | -- | -- | - | -- | ------- | ------ |
| 1.  | Slovan ChZJD Bratislava        | 44 | 32 | 5 | 7  | 251:104 | 69     |
| 2.  | Plastika Nitra                 | 44 | 32 | 4 | 8  | 212:142 | 68     |
| 3.  | Spartak ZŤS Dubnica nad Váhom  | 44 | 23 | 7 | 14 | 210:171 | 53     |
| 4.  | Partizán Liptovský Mikuláš     | 44 | 20 | 8 | 16 | 174:151 | 48     |
| 5.  | Iskra Smrečina Banská Bystrica | 44 | 20 | 8 | 16 | 179:182 | 48     |
| 6.  | VTJ Topoľčany                  | 44 | 20 | 7 | 17 | 184:149 | 47     |
| 7.  | ZPA Prešov                     | 44 | 17 | 9 | 18 | 161:171 | 43     |
| 8.  | ČH PS Poprad                   | 44 | 17 | 6 | 21 | 175:164 | 40     |
| 9.  | VTJ Michalovce                 | 44 | 15 | 5 | 24 | 159:206 | 35     |
| 10. | Štart Spišská Nová Ves         | 44 | 12 | 8 | 24 | 137:177 | 32     |
| 11. | ZTK Zvolen                     | 44 | 11 | 6 | 27 | 130:202 | 28     |
| 12. | Slávia Ekonóm Bratislava       | 44 | 6  | 5 | 33 | 147:300 | 17     |

## 1. Liga-Qualifikation
Slovan ChZJD Bratislava und Plastika Nitra nahmen an der Qualifikation zur 1. Liga teil und schafften in dieser mit sechs respektive fünf Siegen den Aufstieg in die erste Spielklasse. Um die Teilnehmeranzahl zu erhalten, durften entsprechend zwei Mannschaften aus der 2. SNHL in die 1. SNHL aufsteigen.

## Meisterkader von Slovan Bratislava
- Torhüter: Roman Mega, Miroslav Michálek, Škandera
- Verteidiger: Vladimír Búřil, Alexander Buzaši, Dušan Halahija, Dušan Králik, Miroslav Mosnár, Stanislav Pavelec, Milos Paulovič, Róbert Pukalovič, Pavol Sýkorčin, Eduard Uvíra
- Angreifer: Ján Blaško, Peter Brieda, Boris, Ivan Dornič, Peter Franta, Marián Horváth, Ernest Hornák, Martin Kalináč, Ladislav Karabín, Karol Ondreička, Jozef Pethö, Ľubomír Pokovič, Bystrik Ščepko, Roman Sýkora, Juraj Volár
- Trainerstab: Ján Filc, Dušan Žiška